# Philoganga loringae
Philoganga loringae är en trollsländeart som beskrevs av Fraser 1927. Philoganga loringae ingår i släktet Philoganga och familjen Lestoideidae. IUCN kategoriserar arten globalt som otillräckligt studerad. Inga underarter finns listade i Catalogue of Life.